# Таригану
Таригану (индон. Tariganu; 9 октября 1938 — 2 апреля 2019) — индонезийский поэт, живописец и музыкант. По национальности — каро-батак. Работал под псевдомимом; настоящее имя — Усаха Тариган.

## Краткая биография
В 1965 году окончил Университет Индонезия. Учил также китайский язык в Пекинском университете. Активно занимался бизнесом, в частности, возглавлял компании PT Hevea Kalimantan, PT Angkasa Raya Jambi, PT Insan Bonafide и PT Pembangunan & Industri Yakin Maju Jaya.

## Творчество
Стихи начал писать в 1960-е годы, публиковался в еженедельнике «Топик» и журнале «Састра» (Литература), редактором которого был известный литературовед и критик Х. Б. Яссин. На фоне сложной политической обстановки 1960-х годов стихи молодого поэта, отрицавшие насилие и ненависть, прозвучали свежо и ярко. Его даже стали называть «калимантанским алмазом, огранённым в Джакарте», так как Таригану после окончания университета долгое время жил и работал на о. Калимантан, который славится богатыми залежами драгоценных камней. Наиболее значимый сборник «Навстречу солнцу» (1982; русск. пер. 1997), в котором интимная лирика («Ты пришла», «Поцелуй», «Волшебство любви») перемежается с актуальными политическими стихами («Муллы», «Моджахеды», «Ирано — иракская война», «Имаму Хомейни» и др.). Один из зачинателей движения «Ритуал цвета, ритуал слова» (1994 год), представители которого сочетают в своем творчестве живопись, поэзию и музыку.. Некоторые стихи из его антологии «Пинчала» положены на музыку и включены в альбом певицы Тиофанты Пинем.

## Сочинения
- Kemudikan Hari Menjadi Cerah. Djakarta: Balai Pustaka, 1964.
- (перевод на кит.яз) Kumpulan Sajak-sajak Amir Hamzah dan Kumpulan Sajak-sajak Chairil Anwar dalam bahasa Tionghoa. Djakarta: Yayasan Kebudayaan Jamrud, 1965. *Anggrek Hitam. Djakarta: Yayasan Bengkel Seni, 1971.
- Menghadap matahari. Sajak-sajak 1981. Jakarta: Yayasan Bengkel Seni 78, 1982.
- Elang: sajak-sajak, 1968—1974. Yayasan Bengkel Seni '78, 1985.
- Tembang Negeri Hijau. Kumpulan bersama Virga Bellan dkk, 1986.
- Ritus Warna Ritus Kata. Antologi bersama Adjim Arijadi dan Ajammudin Tifani, 1994.
- Pancala: Antologi Puisi Karo Indonesia. Jakarta: Hasta Mitra, 2003.
- (сост.) Tanah perjanjian: antologi puisi / Ajamuddin Tifani; pengantar Abdul Hadi W.M.; penyantun Tariganu.Jakarta : Hasta Mitra [dan] Yayasan Bengkel Seni '78, 2005
- Kami Bicara. Kembang setaman. Prosa dan puisi. Jakarta: LBH, 2006 (совместно с др.)
- Bunga Dawa. Medan, 2011[6].

## Переводы на русский язык
- Ты пришла. Событи". Перевод В. А. Погадаева — в кн.: Культура стран Малайского архипелага. Индонезия. Филиппины. Малайзия. Сборник материалов 1996/97 акад. год. Редактор-составитель А. К. Оглоблин. С-Пб., 1997, с. 142—143.
- Навстречу солнцу. Стихи. Перевод с индонезийского Л. Н. Демидюк и В. А. Погадаева. Рисунки Делси Шамсумара. М.: Древо жизни, 1997. ISBN 5-88713-018-0
- Любить тебя — предначертанье судьбы; Ты пришла; Когда ты придешь ко мне; Волшебство любви; Я пришел; Гадание на синтире; Дух джунглей; Событие; Короткий стих; Длинный стих; Завет; Утренний привет; Бегу за тобой; Поцелуй; Пей до дна[7]
- Любить тебя — предначертанье судьбы; Волшебство любви; Событие. — Покорять вышину. Стихи поэтов Малайзии и Индонезии в переводах Виктора Погадаева. М.: «Ключ-С», 2009, с. 95-96.
- Любить тебя — предначертанье судьбы; Волшебство любви; Событие. — В поисках мечты. Современная поэзия Индонезии в переводах Виктора Погадаева. М.: Ключ-С, 2016, с. 21-23.